# Guillaume Chastagnol
Guillaume Chastagnol (ur. 12 grudnia 1974 w La Tronche) – francuski snowboardzista. Zajął 5. miejsce w halfpipe’ie na igrzyskach w Nagano. Jego najlepszym wynikiem na mistrzostwach świata jest 24. miejsce w halfpipe’ie na mistrzostwach w San Candido. Najlepsze wyniki w Pucharze Świata osiągnął w sezonie 1997/1998, kiedy to zajął 5. miejsce w klasyfikacji halfpipe’a.

## Sukcesy

### Igrzyska olimpijskie
| Miejsce | Dzień     | Rok  | Miejscowość | Konkurencja | Zwycięzca   |
| ------- | --------- | ---- | ----------- | ----------- | ----------- |
| 5.      | 12 lutego | 1998 | Nagano      | Halfpipe    | Gian Simmen |

### Mistrzostwa Świata
| Miejsce | Dzień       | Rok  | Miejscowość          | Konkurencja | Zwycięzca        |
| ------- | ----------- | ---- | -------------------- | ----------- | ---------------- |
| 24.     | 24 stycznia | 1997 | San Candido          | Halfpipe    | Fabien Rohrer    |
| 50.     | 27 stycznia | 2001 | Madonna di Campiglio | Halfpipe    | Kim Christiansen |

### Puchar Świata

#### Miejsca w klasyfikacji generalnej
- 1997/1998 – 5.
- 2001/2002 – –

#### Miejsca na podium
1. Sankt Moritz – 6 stycznia 1998 (halfpipe) – 1. miejsce